# Анастасівка (Криворізький район)
Анастасі́вка — село в Україні, Криворізькому районі Дніпропетровської області. 
Орган місцевого самоврядування — Грузька сільська рада. Населення — 152 мешканці.

## Географія
Село Анастасівка розташоване на лівому березі річки Бокова, вище за течією на відстані 1 км розташоване село Гурівка, нижче за течією на відстані 2,5 км розташоване село Валове.

## Населення

### Мова
Розподіл населення за рідною мовою за даними перепису 2001 року:
| Мова       | Відсоток |
| ---------- | -------- |
| українська | 88,8 %   |
| російська  | 11,2 %   |